# رقائق ذرة
رقائق الذرة، أو الكورن فليكس هو من أطعمة الإفطار الشعبية الغربية التي تقوم علي الحبوب المصنعة والتي تنتشر بشكل واسع في العالم. يصنع الكورن فليكس بواسطة تحميص رقائق من الذرة المعالجة. أول من إبتَكَر هذه الحبوب المصنعة كغذاء هو جون هارفي كيلوغ العام 1894 وكان يعتقد أنه سيكون صحياَ للمرضى في مصحة باتل كريك بولاية ميشيغان الأمريكية، حيث كان يعمل مشرفاً.حظيت حبوب الإفطار بشعبية كبيرة بين المرضى وتوسع الإخوان كِلوق في إنتاج رقائق الذرة لجمهور أوسع مما أفضي لتأسيس شركة كِلوق لتصنيع الحبوب والوجبات الخفيفة. مٌنحت براءة الإختراع لعملية التصنيع في العام 1896. 

## التاريخ

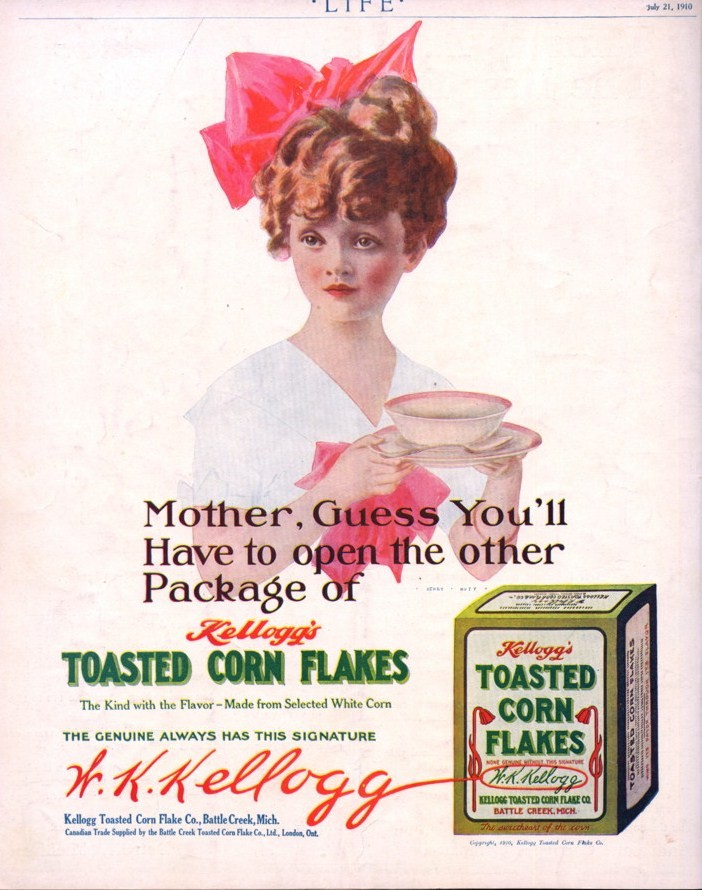
إعلان من شركة كيلوق لرقائق الذرة المحمصة في 21 يوليو ، إصدار عام 1910 من مجلة الحياة.

الحادثة العرضية اللتي قادة لاختراع الرقائق ترجع بتاريخها إلى اواخر القرن التاسع عشر، عندما بدأ فريق من كنيسة السبتيين بتطوير غذاء مخصص  لحمية الأشخاص النباتيين والموصى بها من قبل الكنيسة. وقد قام أعضاء الفريق بإجراء تجارب على عدة اصناف من الحبوب، مثل القمح والشوفان و الارز والشعير والذرة. وفي 1894 استخدم مدير  مصح معركة الخور والكنيسة السبتية  في ولاية متشجن  وصفات الطبخ هذة كجزاء من النظام الغذائي للنباتيين لمرضى المصحة. والتي لم تشتمل على الكحول أو التبغ أو الكافيين. إن الحمية اللتي فرضها تتألف بالكامل من الغذاء اللطيف (الغذاء المطبوخ قليل الدهون والالياف) بالصدفة بدأت فكرة الكورن فلكس عندما قام الدكتور كيلوق واخوه الاصغر (ول كيث كيلوق) بترك بعض الدقيق المطبوخ في وعاء مكتوم لفترة أثناء قيامهما ببعض الأمور الحتمية في المصحة. وعند رجوعهما وجدا أن القمح المطحون تغيرت رائحته ولأن ميزانيتهما محدودة فلم يقوما برميه بل قررا أن يستمرا بتجهيزه، وذلك بإمراره بين إسطوانتين تدوران بغرض فرد العجينة. وكانا يأملان بالحصول على عجينة مفرودة. وقد اندهشا عندما حصلا على الرقائق، والتي حمصوها وقدموها لمرضاهم. حدثت هذه القصة في 8 أغسطس عام 1894م، وتم تقديم طلب الحصول على براءة اختراع لطريقة رقائق الحبوب وطريقة اعدادها في 31 مايو 1895 . وتم الحصول على براءة الاختراع في 14 أبريل 1896